# هوستون (آلاسکا)
هوستون (به انگلیسی: Houston) شهری در بخش ماتانوسکا-سوسیتنا ایالت آلاسکا است که جمعیت آن در سرشماری سال ۲۰۰۰ میلادی ۱۲۰۲ نفر بوده‌است.